# Antony Hewish
Antony Hewish (født 11. maj 1924, død 13. september 2021) var en engelsk radioastronom, som modtog Nobelprisen i fysik i 1974 sammen med Martin Ryle for arbejdet som førte opdagelsen af pulsarer. 